# الصفاوي (الأردن)
الصفاوي هي بلدة أردنية تقع في البادية الشمالية الأردنية قريبًا من الطريق المؤدي للعراق وقريبًا من الحدود الأردنية السورية. وبلغ عدد سكانها 2315 نسمة حسب إحصاء 2015. حيث يقع في محيطها العديد من الاديرة القديمة التي كانت منتشرة قديما بكثرة ومن ضمنها كانت صومعة الراهب بحيرا. يوجد في الصفاوي قاعدة الأمير حسن الجوية.